# Elean Thomas
Elean Thomas (18 tháng 9 năm 1947 - 27 tháng 5 năm 2004)  là một nhà thơ, tiểu thuyết gia, nhà báo và nhà hoạt động người Jamaica. Cô đã tích cực trong cuộc đấu tranh cho quyền của phụ nữ ở vùng Caribbean và phong trào giành độc lập dân tộc Jamaica, cũng như làm việc ở Mỹ Latinh, Đông và Tây Âu và Châu Phi. Cô đã kết hôn (1988 mật97) với luật sư nhân quyền Anthony Gifford.

## Tiểu sử
Elean Roslyn Thomas được sinh ra ở St. Catherine, Jamaica, có mẹ là nhân viên y tế và cha (Rt. Rev. David Thomas) là một giám mục Ngũ Tuần.
Cô theo học Đại học West Indies (UWI) vào cuối những năm 1960, đọc chính trị và lịch sử, và làm công việc sau đại học về truyền thông tại Goldsmiths College, Đại học London.
Vào những năm 1970, cô được Jamaica Gleaner thuê làm phóng viên, và là trưởng ban biên tập của Dịch vụ Thông tin Jamaica, cũng như làm việc với các ấn phẩm nhỏ khác. Cô cũng phục vụ trong ban điều hành của Hiệp hội báo chí Jamaica. Năm 1976, cô là thành viên sáng lập ở Jamaica thuộc Ủy ban Phụ nữ vì sự tiến bộ, đấu tranh cho các vấn đề như nghỉ thai sản và trả lương ngang nhau. Cô cũng dạy lịch sử và tiếng Anh ở Jamaica, và đồng sáng lập Liên minh giáo viên dân chủ quốc gia.
Cùng với Trevor Munroe và những người khác, cô là thành viên sáng lập của Đảng Công nhân Jamaica (WPJ) và, với tư cách là thư ký quốc tế, phục vụ trong ban biên tập của World Marxist Review, có trụ sở tại Prague, Tiệp Khắc; kết quả là cô ấy đã đi du lịch khắp châu Âu, đồng thời xây dựng các kết nối mạnh mẽ ở Nam Phi.
Ở Jamaica, cô vận động chống lại cuộc xâm lược Grenada năm 1983 của Hoa Kỳ và năm 1984 đã mời luật sư người Anh Anthony Gifford nói chuyện với một ủy ban nhân quyền mà cô thành lập. Họ kết hôn năm 1988, sau đó ly dị vào năm 1997.
Mặc dù được phân loại là một nhà thơ, nhưng bản thân cô nói: "Tôi gọi tác phẩm của mình là Word-Rhythms. Tôi thành thật tin rằng thật là giả vờ khi gọi chúng là những bài thơ. Chúng chỉ đơn thuần là những bản phác thảo từ, hình ảnh từ, bản vẽ từ, bức tranh từ, nhịp đập. "  Bộ sưu tập đầu tiên của cô, Word Rhythms From The Life Of A Woman (1986), được xuất bản năm 1986 bởi Karia Press. Năm 1988, Karia cũng xuất bản bộ sưu tập thứ hai của mình, Before They Can speak Of Flowers: Word Rhythms, có lời tựa của Ngũgĩ wa Thiong'o và lời giới thiệu của Benjamin Zephaniah.
Cuốn tiểu thuyết của cô, The Last Room, được xuất bản bởi Virago Press năm 1991, giành giải thưởng tưởng niệm Ruth Hadden cho cuốn tiểu thuyết đầu tiên hay nhất được xuất bản ở Anh. Tác phẩm của Elean Thomas được tuyển tập trong Daughters of Africa của Margaret Busby.
Elean Thomas qua đời ở tuổi 56 tại Viện Hy vọng ở Kingston, Jamaica, vào ngày 27 tháng 5 năm 2004, sau khi bị ung thư.